# Allmän rösträtt

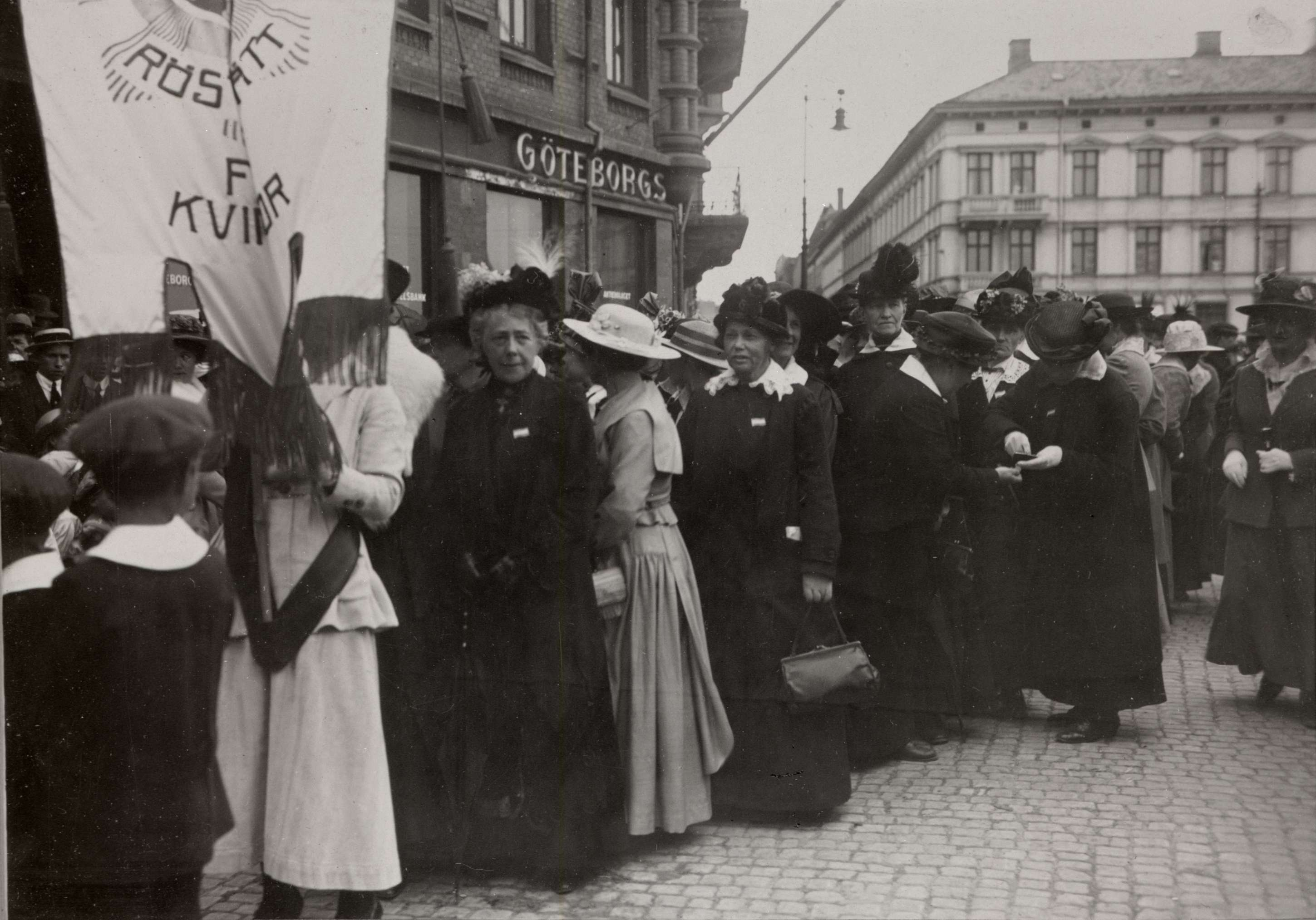
Ett demonstrationståg för kvinnorösträtten i Göteborg i juni 1918.

Allmän rösträtt innebär att varje vuxen medborgare i en stat, eller varje vuxen medborgare i en kommun, möjligen med vissa undantag, har en ovillkorlig rätt att delta i allmänna val inom vederbörande politisk enhet.
Allmän och lika rösträtt innebär att varje medborgare har samma röstvärde, till skillnad från graderad rösträtt.
Den allmänna rösträtten förutsätter i allmänhet viss uppnådd ålder samt åtminstone ifråga om nationella val medborgarskap. Huruvida personer intagna på fängelse, frigivna fångar, personer som befinner sig i konkurs, personer som är omyndigförklarade och liknande grupper saknar rösträtt, anses detta vanligen inte innebära att rösträtten inte är allmän. Om däremot den röstande ska ha genomfört värnplikt eller ha avlagt ett för rösträtten särskilt kunskapsprov anses däremot vanligen att rösträtten inte är allmän.[källa behövs]
I modern tid förekommer det mycket sällan att rösträtten inskränks på grund av kön.[källa behövs] I Västvärlden anses inte inskränkning på grund av kön längre vara godtagbart. Där kvinnor generellt saknar rösträtt förekommer uttrycket "allmän rösträtt för män". Om samtliga röstberättigade i ett system med allmän rösträtt också har lika stor rösträtt används uttrycket "allmän och lika rösträtt".